# Orietta Berti

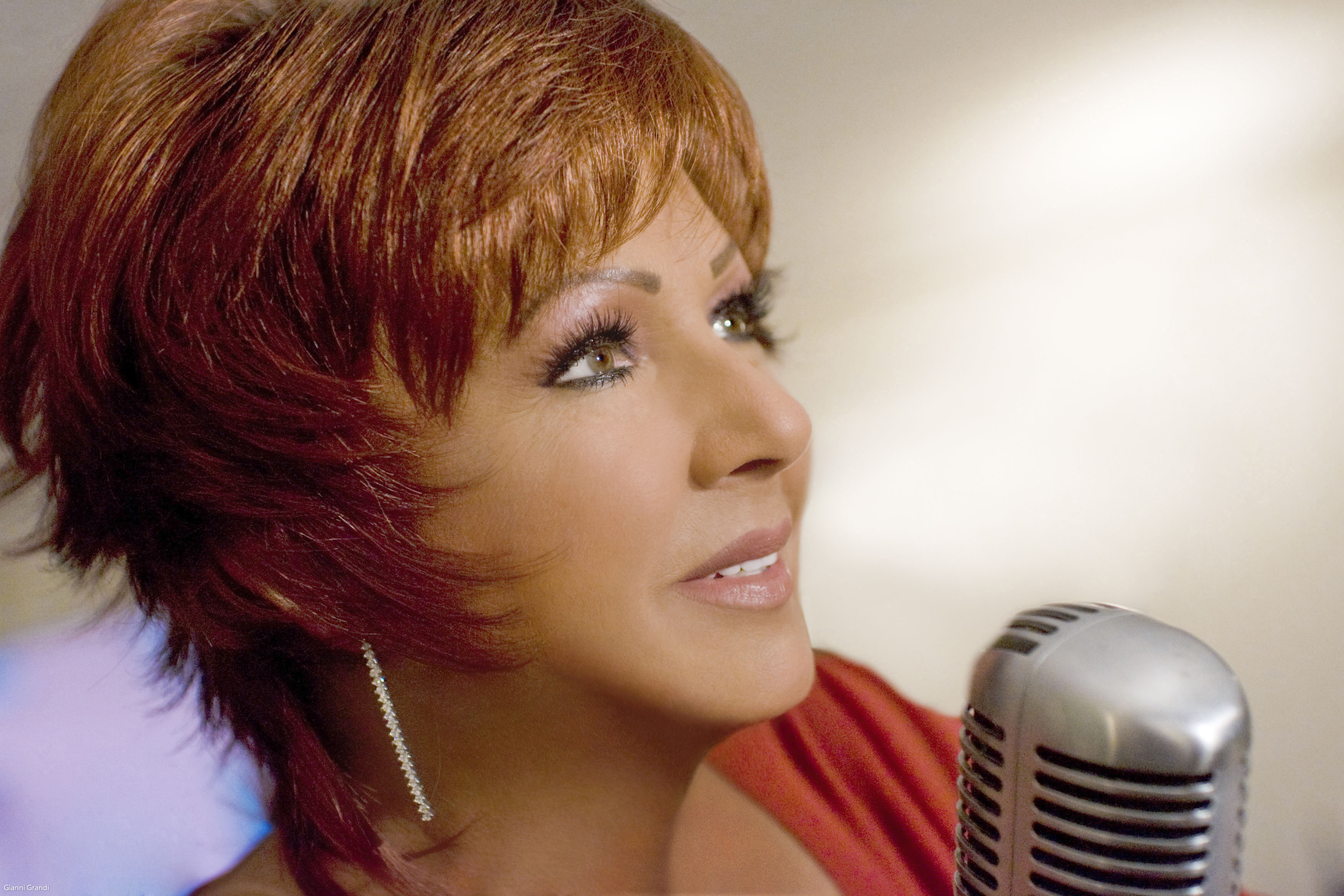
Orietta Berti (2008)

Orietta Berti (* 1. Juni 1943 in Cavriago, Provinz Reggio Emilia, als Orietta Galimberti) ist eine italienische Sängerin und Fernsehpersönlichkeit. Nach ihrem Durchbruch 1965 mit dem Lied Tu sei quello nahm sie im Lauf ihrer Karriere an zahllosen musikalischen Veranstaltungen teil, darunter elfmal am Sanremo-Festival, und trat häufig im Fernsehen auf.

## Karriere
Die Sängerin begann ihre Karriere mit der Teilnahme am Gesangswettbewerb Il disco d’oro, wo sie sich mit der ebenfalls debütierenden Iva Zanicchi den ersten Platz teilte. Der Liedtexter Giorgio Calabrese verhalf Berti anschließend zu einem ersten Plattenvertrag mit dem Label Karim sowie – nach einem erfolglosen Debüt – mit dem größeren Label Phonogram/Polydor. 1963 veröffentlichte die Sängerin bei Polydor ihre erste Single Serenata suburbana. Im Jahr darauf konnte sie erstmals mit einer italienischen Version des Liedes Dominique (Sœur Sourire) auf sich aufmerksam machen und auf dieser Welle nahm sie 1964 am Wettbewerb Un disco per l’estate teil, den sie auf Anhieb mit dem Lied Tu sei quello gewann. Das Siegerlied stieg anschließend auch an die Spitze der Singlecharts.
Nach einem weiteren Sieg beim Festival delle Rose mit Voglio dirti grazie veröffentlichte Berti ihr erstes Album mit Liedern von Sœur Sourire und präsentierte beim Sanremo-Festival 1966 zusammen mit Ornella Vanoni das Lied Io ti darò di più. Es folgten zahlreiche weitere Teilnahmen an Musikwettbewerben und Fernsehsendungen (darunter das Festival di Lugano, Canzonissima, Festivalbar oder die Mostra internazionale di musica leggera di Venezia); bis 1970 ging sie fünfmal in Folge in Sanremo ins Rennen, bis 1973 neunmal bei Un disco per l’estate. Erfolgstitel aus dieser Zeit waren Io, tu e le rose (Sanremo 1967), Non illuderti mai (Un disco per l’estate 1968), L’altalena (Un disco per l’estate 1969), Una bambola blu (Canzonissima 1969), Tipitipitì (Sanremo 1970), Fin che la barca va (Un disco per l’estate 1970) oder Ah, l’amore che cos’è (Canzonissima 1970).
1972 erschien mit Più italiane di me Bertis erfolgreichstes Album, eine Sammlung italienischer Volkslieder aus dem 18. Jahrhundert. Diesem folgten noch zwei weitere Folk-Alben, Cantatele con me (1973) und Così come le canto (1974). Mit Occhi rossi (tramonto d’amore) konnte die Sängerin beim Sanremo-Festival 1974 den dritten Platz erreichen. Nach der Geburt ihres ersten Sohnes 1975 veröffentlichte Berti weitere Alben, darunter 1976 mit Zingari… eine Sammlung von Zigeunermusik. Außerdem betätigte sie sich gelegentlich als Schauspielerin (nach Auftritten in zwei Musikfilmen von Bruno Corbucci 1968 und 1969): Im Episodenfilm Viva Italia! spielte sie 1977 unter der Regie von Ettore Scola in der Episode L’uccellino della Val Padana an der Seite von Ugo Tognazzi; eine weitere Rolle übernahm sie 1978 in Giancarlo Santis Faschismus-Parodie Quando c’era lui… caro lei! als Rachele Mussolini.
Ohne größeren Erfolg ging Berti 1981 und 1982 mit La barca non va più (wie La balena 1980 ein Kinderlied) bzw. America in erneut in Sanremo ins Rennen. Nach der Geburt ihres zweiten Sohnes kehrte die Sängerin 1984 auf Canale 5 ins Fernsehen zurück und veröffentlichte anschließend in Zusammenarbeit mit Umberto Balsamo die drei Alben Le mie nuove canzoni, Futuro (1986) und Io come donna (1989). 1986 nahm sie mit dem von Balsamo geschriebenen Lied Futuro auch zum zehnten Mal am Sanremo-Festival teil. Zusammen mit Giorgio Faletti kehrte sie 1992 zum Festival zurück und begann danach eine rege Tätigkeit in diversen Fernsehsendungen, etwa als Moderatorin von Sanremo Giovani 1996 oder als fester Studiogast von Fabio Fazio in Quelli che il calcio (1997–2000). 2001 wechselte sie von der Rai zu Mediaset und wurde fester Teil der Sendung Buona domenica.
Auch in den 2000er-Jahren veröffentlichte Berti weiterhin gelegentlich neue Alben, etwa 2003 Emozione d’autore (mit Neuinterpretationen von Liedern der Cantautori Sergio Endrigo, Umberto Bindi, Riccardo Cocciante, Franco Califano und Lucio Battisti), 2006 Exitos latinos (Aufnahmen lateinamerikanischer Hits) oder 2008 Swing – Un omaggio alla mia maniera (Swing-Lieder). Daneben erschienen zahlreiche Kompilationen mit ihren alten Liedern. Beim Sanremo-Festival 2021 gelang der Sängerin nach längerer Abwesenheit von der Bühne mit Quando ti sei innamorato ein neunter Platz. Im Sommer 2021 nahm sie zusammen mit Fedez und Achille Lauro das Lied Mille auf, das die Spitze der Singlecharts erreichte.

## Diskografie (Auswahl)

### Alben
| Jahr | Titel Musiklabel                          | Höchstplatzierung, Gesamtwochen, AuszeichnungChartsChartplatzierungen (Jahr, Titel, Musiklabel, Platzierungen, Wochen, Auszeichnungen, Anmerkungen) | Anmerkungen |
| Jahr | Titel Musiklabel                          | IT | Anmerkungen |
| ---- | ----------------------------------------- | --- | ----------- |
| 1972 | Più italiane di me Polydor                | IT17 (8 Wo.)IT |             |
| 2010 | Io, tu e le rose e altre storie Universal | IT61 (3 Wo.)IT | Kompilation |

Weitere Studioalben
- 1965: Orietta Berti canta Suor Sorriso (1965)
- 1966: Quando la prima stella (1966)
- 1967: Orietta Berti (1967)
- 1968: Dolcemente (1968)
- 1970: Tipitipitì (1970)
- 1971: Orietta (1971)
- 1972: Più italiane di me (1972)
- 1973: Cantatele con me (1973)
- 1974: Così come le canto (1974)
- 1975: Eppure… ti amo (1975)
- 1976: Zingari… (1976)
- 1979: Barbapapà (1979)
- 1979: Pastelli (1979)
- 1984: Le mie nuove canzoni (1984)
- 1986: Futuro (1986)
- 1989: Io come donna (1989)
- 1999: Incompatibili ma indivisibili (1999)
- 2002: Dominique… (2002)
- 2003: Emozione d’autore (2003)
- 2006: Exitos latinos (2006)
- 2008: Swing – Un omaggio alla mia maniera (2008)

### Singles
| Jahr | Titel Album                           | Höchstplatzierung, Gesamtwochen, AuszeichnungChartplatzierungen (Jahr, Titel, Album, Platzierungen, Wochen, Auszeichnungen, Anmerkungen) | Höchstplatzierung, Gesamtwochen, AuszeichnungChartplatzierungen (Jahr, Titel, Album, Platzierungen, Wochen, Auszeichnungen, Anmerkungen) | Anmerkungen                                                                       |
| Jahr | Titel Album                           | IT | CH | Anmerkungen                                                                       |
| ---- | ------------------------------------- | --- | --- | --------------------------------------------------------------------------------- |
| 1965 | Tu sei quello –                       | IT1 (13 Wo.)IT | — | B-Seite: Se per caso                                                              |
| 1966 | Quando la prima stella –              | IT12 (4 Wo.)IT | — | B-Seite: Ritorna con il sole                                                      |
| 1967 | Io, tu e le rose –                    | IT3 (14 Wo.)IT | — | B-Seite: Quando nella notte                                                       |
| 1968 | Non illuderti mai –                   | IT3 (16 Wo.)IT | — | B-Seite: Amore per la vita                                                        |
| 1969 | Se m’innamoro di un ragazzo come te – | IT15 (3 Wo.)IT | — | B-Seite: Dove, quando                                                             |
| 1969 | L’altalena –                          | IT5 (13 Wo.)IT | — | B-Seite: Lui, lui, lui                                                            |
| 1970 | Una bambola blu –                     | IT8 (9 Wo.)IT | — | B-Seite: Se ne va                                                                 |
| 1970 | Tipitipitì –                          | IT8 (10 Wo.)IT | — | B-Seite: Osvaldo tango                                                            |
| 1970 | Fin che la barca va –                 | IT4 (15 Wo.)IT | — | B-Seite: L’ultimo di dicembre                                                     |
| 1971 | Ah, l’amore che cos’è –               | IT8 (9 Wo.)IT | — | B-Seite: Ma ti penso, sai                                                         |
| 1971 | L’ora giusta –                        | IT25 (1 Wo.)IT | — | B-Seite: Te l’ho scritto con le lacrime                                           |
| 1971 | Via dei ciclamini –                   | IT16 (7 Wo.)IT | — | B-Seite: Di giorno in giorno                                                      |
| 1971 | Ritorna amore –                       | IT20 (5 Wo.)IT | — | B-Seite: Ma ti penso, sai                                                         |
| 1972 | Città verde –                         | IT16 (6 Wo.)IT | — | B-Seite: Alla fine della strada                                                   |
| 1972 | Stasera ti dico di no –               | IT19 (7 Wo.)IT | — | B-Seite: Carmen                                                                   |
| 1973 | E lui pescava –                       | IT23 (2 Wo.)IT | — | B-Seite: L’orizzonte                                                              |
| 1974 | Noi due insieme –                     | IT21 (2 Wo.)IT | — | B-Seite: Colori sbiaditi (il sapore che mi davi tu)                               |
| 1980 | La balena –                           | IT7 (11 Wo.)IT | — | B-Seite: Settimo giorno                                                           |
| 1980 | La barca non va più –                 | IT22 (5 Wo.)IT | — | B-Seite: Devi chiederlo a papà                                                    |
| 2021 | Quando ti sei innamorato –            | IT56 (1 Wo.)IT | — | Erstveröffentlichung: 4. März 2021 Beitrag zum Sanremo-Festival 2021              |
| 2021 | Mille Disumano                        | IT1 ×6Sechsfachplatin · (61 Wo.)IT | CH43 (10 Wo.)CH | Erstveröffentlichung: 11. Juni 2021 mit Fedez & Achille Lauro Verkäufe: + 420.000 |

grau schraffiert: keine Chartdaten aus diesem Jahr verfügbar
Weitere Singles
- 2023: La discoteca italiana (mit Fabio Rovazzi, IT: Gold)

## Filmografie
- 1968: Zum Zum Zum – La canzone che mi passa per la testa – Regie: Bruno und Sergio Corbucci
- 1969: Zum Zum Zum nº 2 – Regie: Bruno Corbucci
- 1977: Viva Italia! (I nuovi mostri) – Regie: Mario Monicelli
- 1978: Quando c’era lui… caro lei! – Regie: Giancarlo Santi
- 2010: Tutti i padri di Maria (Fernsehserie) – Regie: Luca Manfredi

## Belege
1. ↑  Orietta Berti. In: Enrico Deregibus (Hrsg.): Dizionario completo della Canzone Italiana. Giunti, Mailand 2010, ISBN 978-88-09-75625-0, S. 62.
2. 1 2  Chartquellen:
  - M&D-Chartarchiv. Musica e dischi, archiviert vom Original (nicht mehr online verfügbar) am 24. Juli 2017; abgerufen am 5. Dezember 2018 (italienisch, kostenpflichtiger Abonnement-Zugang).  Info: Der Archivlink wurde automatisch eingesetzt und noch nicht geprüft. Bitte prüfe Original- und Archivlink gemäß Anleitung und entferne dann diesen Hinweis.
  - Alben von Orietta Berti. In: Italiancharts.com. Hung Medien, abgerufen am 3. Dezember 2018.
3. ↑  Auszeichnungen für Musikverkäufe: IT

| Personendaten    | Personendaten                                   |
| ---------------- | ----------------------------------------------- |
| NAME             | Berti, Orietta                                  |
| ALTERNATIVNAMEN  | Galimberti, Orietta (Geburtsname)               |
| KURZBESCHREIBUNG | italienische Sängerin und Fernsehpersönlichkeit |
| GEBURTSDATUM     | 1. Juni 1943                                    |
| GEBURTSORT       | Cavriago, Provinz Reggio Emilia                 |